# Archelaus II van Macedonië
Archelaüs II (Archelaos II), was een koning van Macedonië van 396 tot 393 v.Chr. uit het huis der Argeaden. Hij was de zoon van Archelaüs I van Macedonië en broer van Orestes van Macedonië. Na de dood van Aeropus II van Macedonië besteeg hij de troon maar in 393 v.Chr. werd hij vermoord tijdens een jachtpartij net als zijn vader, waarna Amyntas II van Macedonië koning werd.